# ریچل مک‌آدامز
ریچل ان مک‌آدامز (انگلیسی: Rachel Anne McAdams؛ زادهٔ ۱۷ نوامبر ۱۹۷۸) بازیگر کانادایی است. او در ۲۰۰۱ از برنامهٔ تحصیلی تئاتر در دانشگاه یورک فارغ‌التحصیل شد و در محصولات سینما و تلویزیون کانادا، مانند فیلم درام پای عالی (۲۰۰۲)، فیلم کمدی اسم من تانینو است (۲۰۰۲) و مجموعهٔ کمدی مصائب و مشکلات (۲۰۰۳–۲۰۰۵) بازی کرد. او برای مورد آخر برندهٔ جایزهٔ جمینای شد.
در سال ۲۰۰۲، مک‌آدامز نخستین حضورش در هالیوود را با کمدی دختر جنجالی تجربه کرد. او در سال ۲۰۰۴ با کمدی دختران بدجنس و درام عاشقانهٔ دفترچه خاطرات به شهرت رسید. سال بعد، او نقش اصلی کمدی عاشقانهٔ مهمانان ناخوانده عروسی، هیجان‌انگیز روان‌شناختی چشم قرمز و کمدی-درام خانواده استون را بازی کرد. او در آن زمان از سوی رسانه‌ها به‌عنوان «آن دختره» جدید هالیوود مورد استقبال قرار گرفت و نامزد جایزهٔ ستارهٔ نوظهور بفتا شد.
پس از مرخصی کوتاه، مک‌آدامز در سال ۲۰۰۹ با حضور در فیلم هیجان‌انگیز سیاسی وضعیت فعلی، عاشقانهٔ همسر مسافر زمان و فیلم معمایی شرلوک هولمز بار دیگر نگاه عموم را به خود جلب کرد. او سپس در نیمه‌شب در پاریس (۲۰۱۱)، عهد (۲۰۱۲) و دربارهٔ زمان (۲۰۱۳) ایفای نقش کرد. در سال ۲۰۱۵، مک‌آدامز در فصل دوم مجموعهٔ درام جنایی کارآگاه حقیقی حضور یافت و نقش روزنامه‌نگاری را در اسپات‌لایت بازی کرد. او برای بازی در اسپات‌لایت، نامزد جایزهٔ  اسکار بهترین بازیگر نقش مکمل زن شد. او از آن زمان در فیلم ابرقهرمانی دکتر استرنج (۲۰۱۶)، درام عاشقانهٔ نافرمانی (۲۰۱۷)، و کمدی‌های شب بازی (۲۰۱۸) و خدایا آن‌جایی؟ منم مارگرت (۲۰۲۳) حضور یافته‌است.

## اوایل زندگی
ریچل مک آدامز در لندن، انتاریو در کانادا به دنیا آمد و در نزدیکی شهر سنت توماس دوران کودکی خود را سپری کرد. پدرش لنس، راننده کامیون و مادرش سندی، یک پرستار است. همچنین وی صاحب یک خواهر و برادر کوچکتر از خود است. در سن ۴ سالگی به ورزش رقص روی یخ روی آورد و بازیگری را از ۱۲ سالگی آغاز کرد. در یک تابستان به یک گروه نمایشی رفت و از این طریق خرج تحصیل خود را نیز فراهم کرد. وی سرانجام در سال ۲۰۰۱ موفق شد تا از دانشگاه یورک کانادا، مدرک کارشناسی خود را در زمینه تئاتر کسب کند.

## حرفه
وی کار حرفه خویش را با فیلم دختران داغ در سال ۲۰۰۲ آغاز کرد، اما فیلمی که باعث شهرتش شد، فیلم دختران بدجنس محصول سال ۲۰۰۴ بود که وی در نقش رجینا، دختر زیبا و بدجنس مدرسه بازی کرد. داستان فیلم دربارهٔ دختری (با بازی لیندزی لوهان) است که بخاطر شغل والدینش، تاکنون به مدرسه نرفته تا اینکه به دبیرستان جدیدش می‌رود و وارد گروه پلاستیک‌ها می‌شود و…. کارگردانی کار را مارک واترز به عهده داشت و فیلم در نزد منتقدان، فیلم مثبتی ارزیابی شد. در همین زمان آدامز در یک سریال کانادایی بازی کرد. وی در فصل اول این سریال در نقش اول ظاهر شد اما سپس به دلیل مشغله کاری، تنها در قسمت اول فصل دوم بازی کرد. بعد از این، مک‌آدامز کارش با بازی در فیلم نوت بوک ادامه داد. بازیگر نقش مقابل وی در این فیلم، رایان گاسلینگ بود که بعد از فیلم به مدت ۳ سال باهم رابطه داشتند.

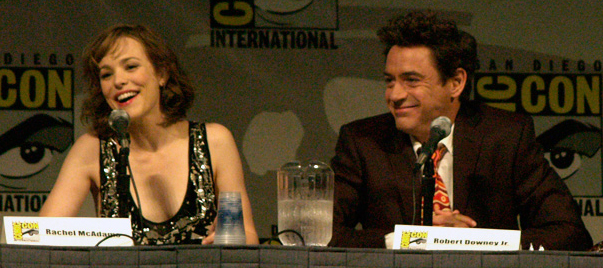
ادامز در کنار رابرت داونی جونیور در کمیک کان سال ۲۰۰۹

در سال ۲۰۰۵، وی ابتدا در فیلم مهمانان ناخوانده عروسی، در نقش معشوقه جان اوون ویلسون بازی کرد. فیلم را دیوید دوبکین کارگردانی کرد داستانش دربارهٔ دو دوست با نام‌های جان و جرمی (با بازی ویلسون و وینس وون) است که با جعل اسامی، به مراسم‌های ازدواج می‌روند و با دختران آنجا رابطه‌ای یک شب به‌وجود می‌آورند. تا اینکه در یکی از این مراسم‌ها، جان عاشق دختری بنام کلیر (با بازی مک‌آدامز) می‌شود و…. بعد از آن، آدامز در فیلم چشم قرمز بازی کرد. بازی در نقش دختری جوان که در طول یک سفر هوایی، گروگان گرفته می‌شود تا کاری را برای گروگان‌گیر انجام دهد. در ادامه نیز آدامز در فیلم خانواده استون به بازی در کنار بازیگرانی چون دیان کیتون، سارا جسیکا پارکر و کلیر دنس پرداخت. همچنین وی قرار بود که در چهار شگفت‌انگیز بازی کند که به علت مشغله کاری، این نقش به جسیکا آلبا رسید.
در سال ۲۰۰۶ ریچل درحالی‌که قرار بود در آخرین بوسه بازی کند و قراردادش را نیز امضا کرده بود، بخاطر مشکلات برنامه‌ریزی فیلم، نتوانست در این فیلم بازی کند و تصمیم گرفت تا یک سال استراحت کند تا بتواند بیشتر با خانواده و دوستانش باشد.
بعد از آن وی تصمیم گرفت تا در زندگی زناشویی محصول ۲۰۰۷ به بازی در کنار پیرس برازنان و پاتریشا کلارکسون پرداخت. داستان فیلم دربارهٔ مردیست که با وجود آن‌که زن دارد، با یک دختر دیگر رابطه پیدا می‌کند و…. در ادامه وی از بازی در فیلم‌هایی چون کازینو رویال و مأموریت غیرممکن  امتناع کرد��http://www.tv.com بایگانی‌شده  در ۲۰ مه ۲۰۱۹ توسط Wayback Machine: Rachel McAdams Trivia . در سال ۲۰۰۸، وی در فیلم خوش شانس‌ها به بازی در نقش یک سرباز از جنگ برگشته بازی کرد. نیل بارگر کارگردان کار بود و داستان فیلم دربارهٔ ۳ سرباز از جنگ برگشته است (با بازی تیم رابینز، مک‌آدامز و مایکل پنا) که به‌طور اتفاقی در طول یک سفر، همسفر هم می‌شوند و….
در سال ۲۰۰۹، آدامز در ۳ فیلم به ایفای نقش پرداخت. وی ابتدا در فیلم وضعیت فعلی، همبازی بازیگران برنده اسکاری چون راسل کرو، بن افلک و هلن میرن شد. فیلم را کوین مک دونالد کارگردانی کرد و مورد استقبال منتقدان قرار گرفت. در ادامه ریچل در فیلم همسر مسافر زمان به بازی در کنار اریک بانا پرداخت. فیلم را رابرت شونتکه کارگردانی کرد و داستانش دربارهٔ هنری (با بازی بانا) است که می‌تواند در زمان سفر کند، اما نمی‌تواند این سفر را کنترل کند و ممکن است در هر زمانی سفر کند و از هرجایی سر در بیاورد.
در ادامه آدامز در فیلم شرلوک هلمز به کارگردانی گای ریچی بازی کرد. داستان فیلم برداشتی دیگر از شخصیت شرلوک هولمز است که آدامز در کنار رابرت داونی جونیور و جود لا در نقش اصلی حضور دارد.

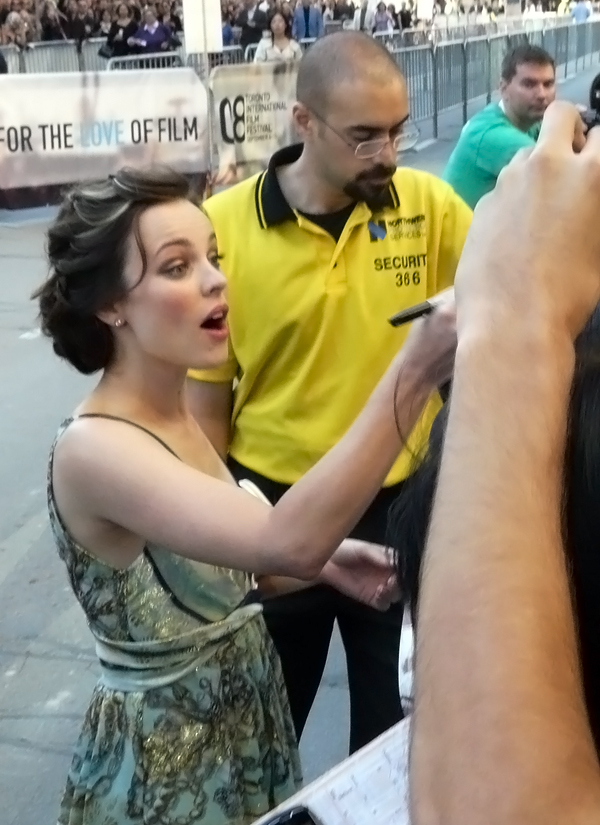
ریچل در مراسم اکران خوش شانس‌ها در فستیوال فیلم تورنتو در سال ۲۰۰۸

آدامز در سال ۲۰۱۰ مجدداً همبازی دیان کیتون شد و اینبار در فیلم شکوه صبح. فیلم در ماه نوامبر اکران شد و بازیگران دیگری چون هریسون فورد نیز در آن حضور دارند. فیلم با فروشی ۹٫۲ میلیون دلاری در رده پنجم پرفروش ترین‌های هفته کار خود را آغاز کرد، و در نهایت به فروش ۶۰ میلیون دلار دست یافت. بازی درخشان
مک‌آدامز در فیلم در حدی بود که صحبت‌های زیادی مبنی بر نامزدی احتمالی وی برای گلدن گلوب وجود دارد.
مک‌آدامز در سال ۲۰۱۱ قرارداد بازی در ۲ فیلم دیگر را امضا کرده که شامل، فیلم وودی آلن با عنوان نیمه‌شب در پاریس، و قسمت دوم فیلم شرلوک هلمز با عنوان شرلوک هلمز: بازی سایه‌ها بود. در سال ۲۰۱۳ مک‌آدامز در نقش مقابل بن افلک در فیلم به سوی شگفتی به کارگردانی ترنس مالیک ظاهر شد.

## زندگی شخصی
ریچل از سال ۲۰۰۴ با بازیگر نقش مقابل خود در فیلم نوت بوک، یعنی رایان گاسلینگ رابطه داشت. این رابطه تا سال ۲۰۰۷ ادامه داشت. بعد از آن وی در سال ۲۰۰۹، به مدت ۴ ماه با جاش لوکاس رابطه داشت. از اواخر سال ۲۰۱۰ نیز وی با مایکل شین (بازیگر نقش مقابلش در فیلم نیمه شب در پاریس) تا اوایل سال ۲۰۱۳ در رابطه بود و سپس با پاتریک سم بروک از اواسط سال ۲۰۱۳ تا اواسط ۲۰۱۴ و این رابطه هم طولی نکشید و به اتمام رسید. ریچل رابطه‌ای را با نویسنده و کارگردان آمریکایی، جیمی لیندن از سال ۲۰۱۶ آغاز کرده‌است.

## فیلم‌شناسی
| سال  | فیلم                                   | کارگردان            | نام فیلم به زبان اصلی                           | جایزه‌ها | توضیحات |
| ---- | -------------------------------------- | ------------------- | ----------------------------------------------- | --- | ------- |
| ۲۰۰۲ | اسم من تانینو است                      | پائولو ویردزی       | My Name is Tanino                               | |         |
| ۲۰۰۲ | پای عالی                               | باربارا ویلیس سوئیت | Perfect Pie                                     | |         |
| ۲۰۰۲ | دختران داغ                             | تام بریدی           | The Hot Chick                                   | |         |
| ۲۰۰۴ | دختران بدجنس                           | مارک واترز          | Mean Girls                                      | |         |
| ۲۰۰۴ | دفترچه یادداشت                         | نیک کاساوتیس        | The Notebook                                    | ۲۰۰۴ - برنده جایزه MTV بهترین بوسه |         |
| ۲۰۰۵ | مهمانان ناخوانده عروسی                 | دیوید دابکین        | Wedding Crashers                                | |         |
| ۲۰۰۵ | چشم قرمز                               | وس کریون            | Red Eye                                         | ۲۰۰۵ - نامزد جایزه ساترن بهترین بازیگر زن |         |
| ۲۰۰۵ | خانواده استون                          | توماس بوشا          | The Family Stone                                | |         |
| ۲۰۰۷ | زندگی زناشویی                          | آیرا ساکس           | Married Life                                    | |         |
| ۲۰۰۸ | خوش شانس‌ها                             | نیل برگر            | The Lucky Ones                                  | |         |
| ۲۰۰۹ | وضعیت بازی                             | کوین مک‌دانلد        | State of Play                                   | |         |
| ۲۰۰۹ | همسر مسافر زمان                        | روبرت شونتکه        | The Time Traveler's Wife                        | |         |
| ۲۰۰۹ | شرلوک هولمز                            | گای ریچی            | Sherlock Holmes                                 | ۲۰۰۹ - نامزد جایزه ساترن بهترین بازیگر مکمل زن |         |
| ۲۰۱۰ | شکوه صبح                               | راجر میشل           | Morning Glory                                   | |         |
| ۲۰۱۱ | نیمه‌شب در پاریس                        | وودی آلن            | Midnight in Paris                               | نامزد جایزه انجمن صنفی برنده جایزه جالبی برای اجرای عالی توسط یک خواننده در یک فیلم |         |
| ۲۰۱۱ | شرلوک هلمز: بازی سایه‌ها                | گای ریچی            | Sherlock Holmes: A Game of Shadows              | |         |
| ۲۰۱۲ | عهد                                    | مایکل سسی           | The Vow                                         | |         |
| ۲۰۱۲ | اشتیاق                                 | برایان دی پالما     | Passion                                         | |         |
| ۲۰۱۲ | به سوی شگفتی                           | ترنس مالیک          | To the Wonder                                   | |         |
| ۲۰۱۳ | دربارهٔ زمان                            | ریچارد کرتیس        | About Time                                      | |         |
| ۲۰۱۴ | تحت تعقیب‌ترین مرد                      | آنتون کوربین        | A Most Wanted Man                               | |         |
| ۲۰۱۴ | مرا به رودخانه ببر                     |                     |                                                 | | مستند   |
| ۲۰۱۵ | همه چیز درست می‌شود                     | ویم وندرس           | Every Thing Will Be Fine                        | |         |
| ۲۰۱۵ | شازده کوچولو                           | مارک آزبرن          | The Little Prince                               | | صداپیشه |
| ۲۰۱۵ | آلوها                                  | کامرون کرو          | Aloha                                           | |         |
| ۲۰۱۵ | چپ‌دست                                  | آنتوان فوکوآ        | Southpaw                                        | |         |
| ۲۰۱۵ | اسپات‌لایت                              | توماس مک‌کارتی       | Spotlight                                       | نامزد جایزه اسکار بهترین بازیگر نقش مکمل زن نامزد جایزه سینمایی انتخاب منتقدان برای بهترین بازیگر نقش مکمل زن برندهٔ جایزه فیلم برتر منتقدان برای بهترین گروه کارگردانی برندهٔ جایزه انجمن صنفی برنده جایزه جالبی برای اجرای عالی توسط یک خواننده در یک فیلم نامزد جایزه انجمن بازیگران فیلم برای بهترین بازیگر نقش مکمل زن |         |
| ۲۰۱۶ | دکتر استرنج                            | اسکات دریکسون       | Doctor Strange                                  | |         |
| ۲۰۱۷ | نافرمانی                               | سباستین للیو        | Disobedience                                    | |         |
| ۲۰۱۸ | شب بازی                                | جان فرانسیس دالی    | Game Night                                      | |         |
| ۲۰۲۰ | مسابقه آواز یوروویژن: داستان حماسه آتش | دیوید دابکین        | Eurovision Song Contest: The Story of Fire Saga | |         |
| ۲۰۲۲ | دکتر استرنج در چندجهانی دیوانگی        | سم ریمی             | Doctor Strange in the Multiverse of Madness     | |         |
| ۲۰۲۳ | خدایا آن‌جایی؟ منم مارگرت               | کلی فرمون کریگ      | Are You There God? It's Me, Margaret.           | |         |